# Pulaski County, Kentucky
Pulaski County är ett administrativt område i delstaten Kentucky, USA, med 63 063 invånare. Den administrativa huvudorten (county seat) är Somerset.

## Geografi
Enligt United States Census Bureau har countyt en total area på 1 754 km². 1 714 km² av den arean är land och 40 km² är vatten.

### Angränsande countyn
- Lincoln County - norr
- Rockcastle County - nordost
- Laurel County - öst
- McCreary County - sydost
- Wayne County - sydväst
- Russell County - väst
- Casey County - nordväst